# Pity Party
"Pity Party" é uma canção da artista musical estadunidense Melanie Martinez, gravada para seu álbum de estreia Cry Baby. Foi composta pela intérprete junto com Christopher J. Baran e Kara DioGuardi, com Baran sendo o produtor, e deriva de origens estilísticas do pop. O tema foi enviado para download digital mundialmente em 2 de junho de 2015 pela gravadora Atlantic Records, servindo como o primeiro single do disco.
A música atingiu as posições 40, 22 e 4 nas tabelas Pop Songs, Alternative Digital Songs e Bubbling Under Hot 100 Singles, respectivamente, todas publicadas pela Billboard, e uma certificação de ouro da Recording Industry Association of America (RIAA), por obter o equivalente a 500 mil cópias vendidas nos Estados Unidos. Obteve críticas positivas, com um revisor notando a produção "explosiva" e "poderosa". Seu vídeo acompanhante foi dirigido pela intérprete juntamente com DJay Brawner, e lançado acidentalmente no final de maio de 2015. A obra foi incluída no repertório da Cry Baby Tour, e foi apresentada para o portal do blogueiro Perez Hilton, no dia do lançamento do álbum supracitado.

## Antecedentes
O primeiro extended play (EP) da artista, Dollhouse, foi lançado em 19 de maio de 2014, chegando à quarta posição da Billboard Heatseekers Albums e contendo dois singles: "Dollhouse" e "Carousel", o qual apareceu nas prévias do American Horror Story: Freakshow. Como forma de divulgação ao produto, a cantora embarcou na Dollhouse Tour e, durante a mesma, divulgou o título do álbum.

## Composição
"Pity Party" foi composta pela intérprete junto com Christopher J. Baran e Kara DioGuardi, de acordo com o encarte do disco. A intérprete disse que a canção é "mais pop" do que outras obras suas, e revelou que seu conteúdo lírico é sobre "ninguém ir a sua festa de aniversário", o que é exemplificado nos versos "Os meus convites desapareceram? / Por que eu coloquei meu coração em cada letra cursiva?". A faixa possui amostras da canção "It's My Party", da cantora Lesley Gore.

## Recepção da crítica
"Pity Party" foi avaliada com críticas geralmente positivas, após o lançamento do álbum. Thomas Kraus, da Outlet Magazine, revisou que a produção da faixa é a "explosiva" e "poderosa", dizendo também que "pode ser a minha favorita no álbum". Jose Valle, da The Daily Tar Heel, disse que, na faixa, a personagem a qual Martinez cita está "triste e decepcionada" por ninguém ir a sua festa, "reitera que é sua festa e ela vai chorar se ela quer" e que ela "tenta encontrar uma explicação para esta ocorrência". Allan Raible, da ABC News, disse que a faixa é "outro som electro estelar", e também que "apresenta uma excelente amostra de Lesley Gore".

## Vídeo musical
O vídeo musical da canção foi acidentalmente lançado em 29 de maio de 2015, pelo serviço YouTube, no canal de Martinez, e foi posteriormente republicado em 2 de junho de 2015, tendo como diretor a cantora em conjunto com DJay Brawner. Na gravação, a artista espera todos chegarem a sua festa, e, como ninguém vem, ela quebra todas as decorações de sua festa.

## Divulgação
A artista, depois do vazamento acidental, decidiu fazer uma livestream, para divulgar oficialmente a canção, no serviço Periscope. Ela também fez uma aparição no site do Perez Hilton, apresentando a música com uma guitarra elétrica, no dia do lançamento do álbum. A faixa também foi adicionada no repertório da turnê Cry Baby Tour.

## Faixas e formatos
Duas versões de "Pity Party" foram lançadas, ambas no formato digital. A primeira delas contém apenas a música, enquanto a segunda é um extended play (EP) composto por cinco remixes.
| Download digital |              |         |  |
| N.º              | Título       | Duração |  |
| 1.               | "Pity Party" | 3:23    |  |

| Extended play (EP) de remixes |                                    |         |  |
| N.º                           | Título                             | Duração |  |
| 1.                            | "Pity Party" (XVII Remix)          | 4:01    |  |
| 2.                            | "Pity Party" (K Theory Remix)      | 4:58    |  |
| 3.                            | "Pity Party" (The Feels Remix)     | 4:32    |  |
| 4.                            | "Pity Party" (Myles Travitz Remix) | 3:02    |  |
| 5.                            | "Pity Party" (Kassiano Remix)      | 4:04    |  |

## Créditos
Lista-se abaixo todos os profissionais envolvidos na elaboração de "Pity Party", de acordo o encarte de Cry Baby.
- Composição - Melanie Martinez, Christopher J. Baran, Kara DioGuardi, Lesley Gore
- Produção - Christopher J. Baran
- Vocais - Melanie Martinez
- Masterização - Chris Gehringer

- Contém amostras de "It's My Party", de Lesley Gore

## Desempenho nas tabelas musicais
"Pity Party" entrou no vigésimo segundo lugar da Alternative Digital Songs, tabela publicada pela Billboard, na semana de 20 de junho de 2015. No ano seguinte, registrou entrada na décima oitava posição da edição de 30 de abril de 2016 da Bubbling Under Hot 100 Singles, parada também divulgada pela Billboard e que compila as vinte e cinco canções que ainda não entraram na Billboard Hot 100. Na tabela, obteve o quarto posto como melhor. A faixa entrou na 40.ª posição da Pop Songs, tornando-se a primeira de Martinez a constar na parada. No Reino Unido, entrou na posição de número 175 da UK Singles Chart. Recebeu uma certificação de ouro da Recording Industry Association of America (RIAA), por obter o equivalente a 500 mil cópias vendidas nos Estados Unidos.
| Tabela musical (2015-16)                        | Melhor posição |
| ----------------------------------------------- | -------------- |
| Estados Unidos (Bubbling Under Hot 100 Singles) | 4              |
| Estados Unidos (Pop Songs)                      | 40             |
| Estados Unidos (Alternative Digital Songs)      | 22             |
| Reino Unido (UK Singles Chart)                  | 175            |

| País (Empresa)        | Certificação |
| --------------------- | ------------ |
| Estados Unidos (RIAA) | Platina      |

## Histórico de lançamento
| País           | Data                 | Formato           | Gravadora |
| -------------- | -------------------- | ----------------- | --------- |
| Mundo          | 2 de junho de 2015   | Download digital  | Atlantic  |
| Estados Unidos | 28 de agosto de 2015 | EP de remixes     | Atlantic  |
| Reino Unido    | 28 de agosto de 2015 | EP de remixes     | Atlantic  |
| Estados Unidos | 22 de março de 2016  | Rádios mainstream | Atlantic  |